# Fionnula Flanagan
Pour les articles homonymes, voir Flanagan.
Fionnula Flanagan, née le 10 décembre 1941 à Dublin, est une actrice irlandaise. Elle est connue autant au cinéma qu'au théâtre et à la télévision.

## Biographie
Fionnula Flanagan est née et a grandi à Dublin. Elle a appris à parler l'anglais et l'irlandais couramment sur demande de ses parents comme pour ses quatre frères et sœurs. Elle a fait ses études en Angleterre et en Suisse, a été formée au Abbey Theatre et a voyagé longtemps en Europe avant de s'installer à Los Angeles en 1968.
Fionnula Flanagan commence sa carrière aux États-Unis à Broadway dans une pièce de Brian Friel, Lovers, puis dans The Incomparable Max (1971) ainsi que dans les pièces Ulysses in Nighttown et James Joyce's Women basées sur les œuvres de James Joyce.
On peut la voir dans de nombreuses productions télévisuelles notamment The Legend of Lizzie Borden (1975), L'Aventure des Ewoks (1984) et Rich Man, Poor Man, mini-série pour laquelle elle a gagné un Emmy Award.
Fionnula Flanagan a joué dans trois séries de Star Trek : Star Trek: Deep Space Nine, Star Trek : La Nouvelle Génération et Star Trek: Enterprise (à chaque fois, elle a joué un personnage différent). Elle fait quelques apparitions dans Lost : Les Disparus dans le rôle d'Eloise Hawking.

## Filmographie

### Télévision
- 1973 : Le Portrait de Dorian Gray : Felicia
- 1975 : La Légende de Lizzie Borden (The Legend of Lizzie Borden) : Bridget Sullivan
- 1976 : Le Riche et le Pauvre : Clothilde Devereaux
- 1987 : Star Trek La nouvelle génération (Saison 7, épisode 10) : Juliana Tainer (O'Donnell)
- 1989 : Columbo (Portrait d'un assassin) :  Louise, la victime et l'ex-femme du meurtrier.
- 2001 : Star trek: Enterprise : l'ambassadrice Vulcaine V'lar
- 1993 : Arabesque : Le lutin Irlandais (saison 10, épisode 7): Fiona Griffith
- 1993 : Star Trek Deep Space Nine (Saison 1, épisode 8) : Enina Tandro
- 1995 : Arabesque : Le trésor de Cromwell (saison 12, épisode 6) : Eileen O’Bannon
- 2003 : New York, unité spéciale (Law & Order: Special Victims Unit) (saison 5, épisode 11) : Sheila Baxter
- 2004 : Nip/Tuck : Sister Rita-Claire
- 2005 : Révélations : Mère Francine
- 2006 - 2008 : Brotherhood : Rose Caffee
- 2007- 2010 : Lost : Les Disparus : Eloise Hawking
- 2010 : Trois Femmes pour un destin (Three Wise Women) : Beth
- 2013 : Defiance : Nicolette « Nicky » Riordan
- 2018 : New York, unité spéciale (saison 19, épisode 22) : Madeline Thomas
- 2024 : Bodkin (saison 1) : Mère Bernadette

### Cinéma
- 1980 : Mr. Patman de John Guillermin : Miss Abadaba
- 1982 : Les Aventuriers du temps (Voyager from the Unknown) de Winrich Kolbe et James D. Parriott :
- 1984 : L'Aventure des Ewoks : Catarine Towani
- 1986 : Youngblood :  Miss McGill, l'hôte de Dean Youngblood
- 1987 : Le Bras de fer (P.K. and the Kid) de Lou Lombardo
- 1996 : Some Mother's Son de Terry George
- 1998 : Vieilles Canailles (Waking Ned Devine) de Kirk Jones : Annie O'Shea
- 2001 : Les Autres : Bertha Mills
- 2002 : Les Divins Secrets (Divine Secrets of the Ya-Ya Sisterhood) : Teensy Melissa Whitman
- 2003 : Les Larmes du soleil : Sister Grace
- 2004 : Man About Dog : Olivia
- 2004 : Samantha's child : J Lloyd Samuel
- 2005 : Quatre Frères : Evelyn Mercer
- 2005 : Sexual Life : Grandmother
- 2006 : The Payback : Galina
- 2006 : Transamerica : Elizabeth
- 2007 : Slipstream : Bette Lustig
- 2008 : Yes Man : Tillie
- 2009 : Le Drôle de Noël de Scrooge : Mrs. Dilber
- 2009 : Mytho-Man (The Invention of Lying) : Martha Bellison
- 2010 : Coming and Going : Irma
- 2011 : L'Irlandais (The Guard) : Eileen Boyle
- 2011 : Irish Gangster : Grace O'Keefe
- 2019 : On ment toujours à ceux qu'on aime de Sandrine Dumas : Marie

## Voix françaises
| - Marie-Martine dans : - Les Frères McGrail - Les Larmes du Soleil - Blessed (en) - Brotherhood (série télévisée) - Trois Femmes pour un destin - Bulletproof Gangster - Defiance (série télévisée) - Annie Sinigalia dans : - Hunger Games : La Ballade du serpent et de l'oiseau chanteur - Bodkin (en) (série télévisée) | Et aussi - Dominique MacAvoy dans Davey des grands chemins - Perrette Pradier dans Mr. Patman - Nadine Delanoë puis Françoise Rigal dans L'Aventure des Ewoks (téléfilm) - Béatrice Delfe dans Youngblood - Paule Emanuele dans Les Autres - Catherine Sola dans Les Divins Secrets - Frédérique Tirmont dans Lost : Les Disparus (série télévisée) - Yvette Petit dans Yes Man - Colette Venhard dans The Invention of Lying |